# 维尔德弗莱肯
维尔德弗莱肯是德国巴伐利亚州的一个市镇。总面积77.54平方公里，总人口3073人，其中男性1515人，女性1558人（2011年12月31日），人口密度40人/平方公里。